# کرویدون، ویکتوریا
کرویدون، ویکتوریا (انگلیسی: Croydon, Victoria) در حومه شهر ملبورن استرالیا و در ۲۷ کیلومتری مرکز این شهر قرار گرفته‌است.